# Silviu-Iulian Coșa
Silviu-Iulian Coșa (n. 11 iulie 1970) este un senator român, ales în 2024 din partea PNL. 